# احتجاجات أمريكا اللاتينية 2019
تعد احتجاجات أمريكا اللاتينية لعام 2019 والتي تُسمى أيضًا ربيع أمريكا اللاتينية سلسلة من الأمثلة المتصاعدة للعصيان المدني في بلدان مختلفة من أمريكا اللاتينية احتجاجًا على تدابير التقشف والفساد السياسي في المنطقة، التي وصفت في عدة مصادر بأنها «موجة».
ناقشت صحيفة الغارديان البريطانية آراء مختلفة حول ما إذا كانت موجة الاحتجاجات تشكل «ربيع أمريكا اللاتينية»؛ بحلول نوفمبر 2019، كانت وسائل الإعلام تستخدم المصطلح على نطاق واسع. بأنها موجة كبيرة من ربيع أمريكا اللاتينية الذي يسبب اضطرابات في جميع أنحاء المنطقة منذ عام 2014.
اندلعت الاحتجاجات من خلال تراكم الإجراءات الحكومية المعادية للمجتمع والتي أثرت سلبًا على المواطنين لا سيما من الناحية المالية، خلال فترة التقشف عقب ازدهار أوائل عام 2000 عبر أمريكا اللاتينية. وقد تم إرجاع تأثير الاحتجاجات الضخمة إلى الخوف الواسع النطاق من الأزمات الاقتصادية والاجتماعية الناجمة عن الإجراءات الحكومية، وعدم الرضا عن ردود الفعل السياسية. كما يمكن أن يتأثر هذا الخوف بالأزمة في فنزويلا.
على الرغم من تطورها بشكل منفصل على مدار العام، إلا أنه بحلول أكتوبر، كانت هناك احتجاجات كبيرة بشكل روتيني في العديد من بلدان أمريكا اللاتينية. خلال الموجة الأولى والتي كانت في يونيو 2018، تم التعلل بمكافحة الفساد بعد أن قيل بأنها بدأت في وقت مبكر من عام 2016؛ فيما أشار تقرير آخر إلى عام 2015.

## معلومات
1. ↑  بما فيها دويتشه فيله,[4] الغارديان,[5] ماك مارجوليس الكتابة ل بلومبيرغ إل بي,[6] و أسوشيتد برس.[7]